# Biserica de lemn din Blidărești

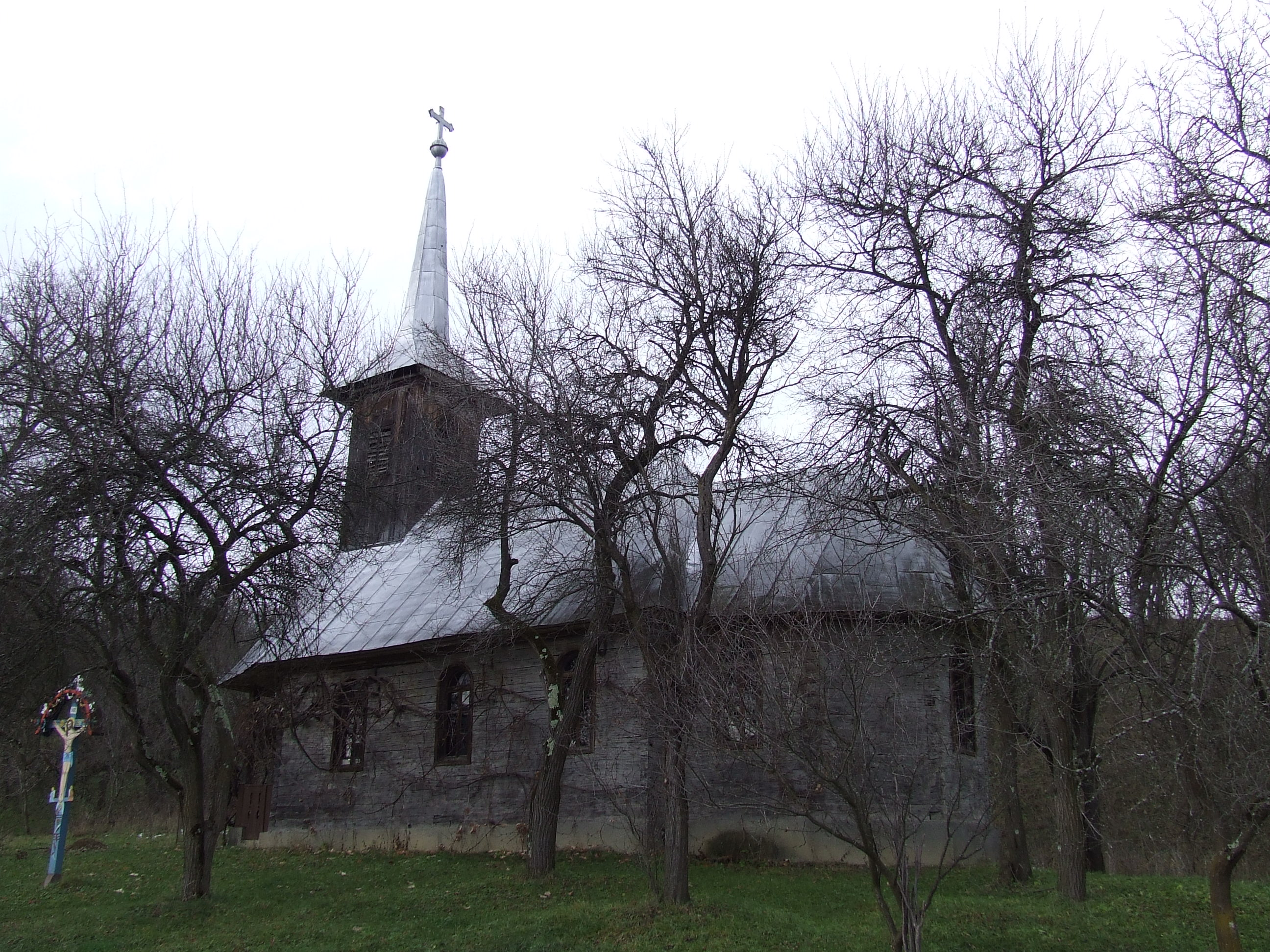
Biserica de lemn din Blidăreşti

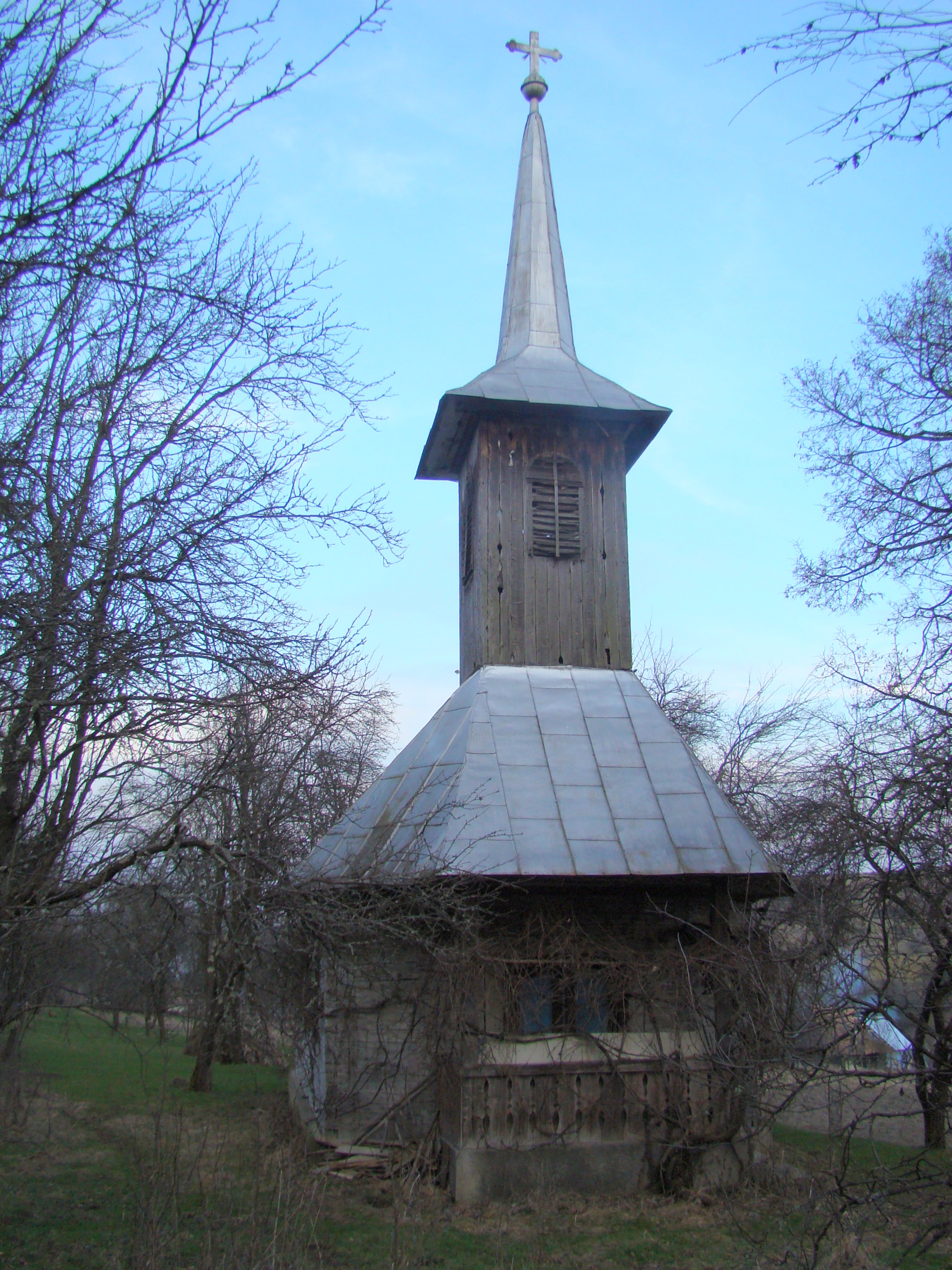
Biserica de lemn din Blidărești (martie 2009)

Biserica de lemn din Blidărești, comuna Bobâlna, județul Cluj, a fost ridicată în 1925. Biserica nu se află pe noua listă a monumentelor istorice.

## Istoric
În 1733 satul nu avea biserică. O pierduse de curând, probabil, pentru că preot avea, ba avusese și în 1658, ceea ce sugerează existența unui lăcaș de cult cel puțin de la începutul primei jumătăți a secolului al XVII-lea. În 1750 satul avea biserică, cantor și sfăt, nu și preot. Conscripția de delimitare confesională din anii 1760-1762 a consemnat existența a 23 de familii ortodoxe. În 1830 a fost construită altă biserică din lemn, renovată în 1911 și demolată în 1927. Biserica actuală de lemn, cu hramul „Sfântul Nicolae”, a fost edificată în 1925 și pictată în 1926 de Vidor Mihai din Dej.

## Trăsături
Asemănătoare ca formă cu biserica de lemn din satul vecin Antăș.

## Imagini

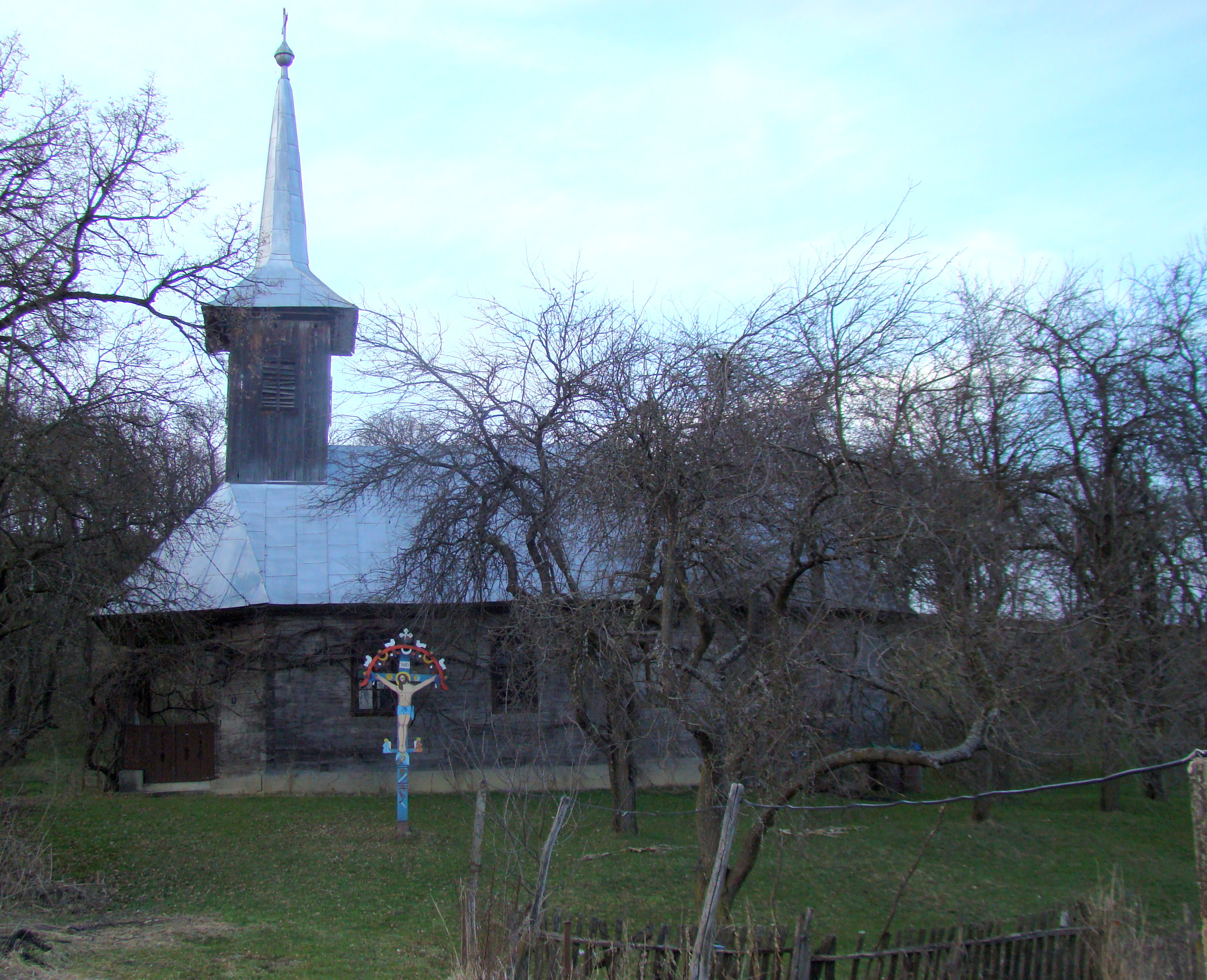
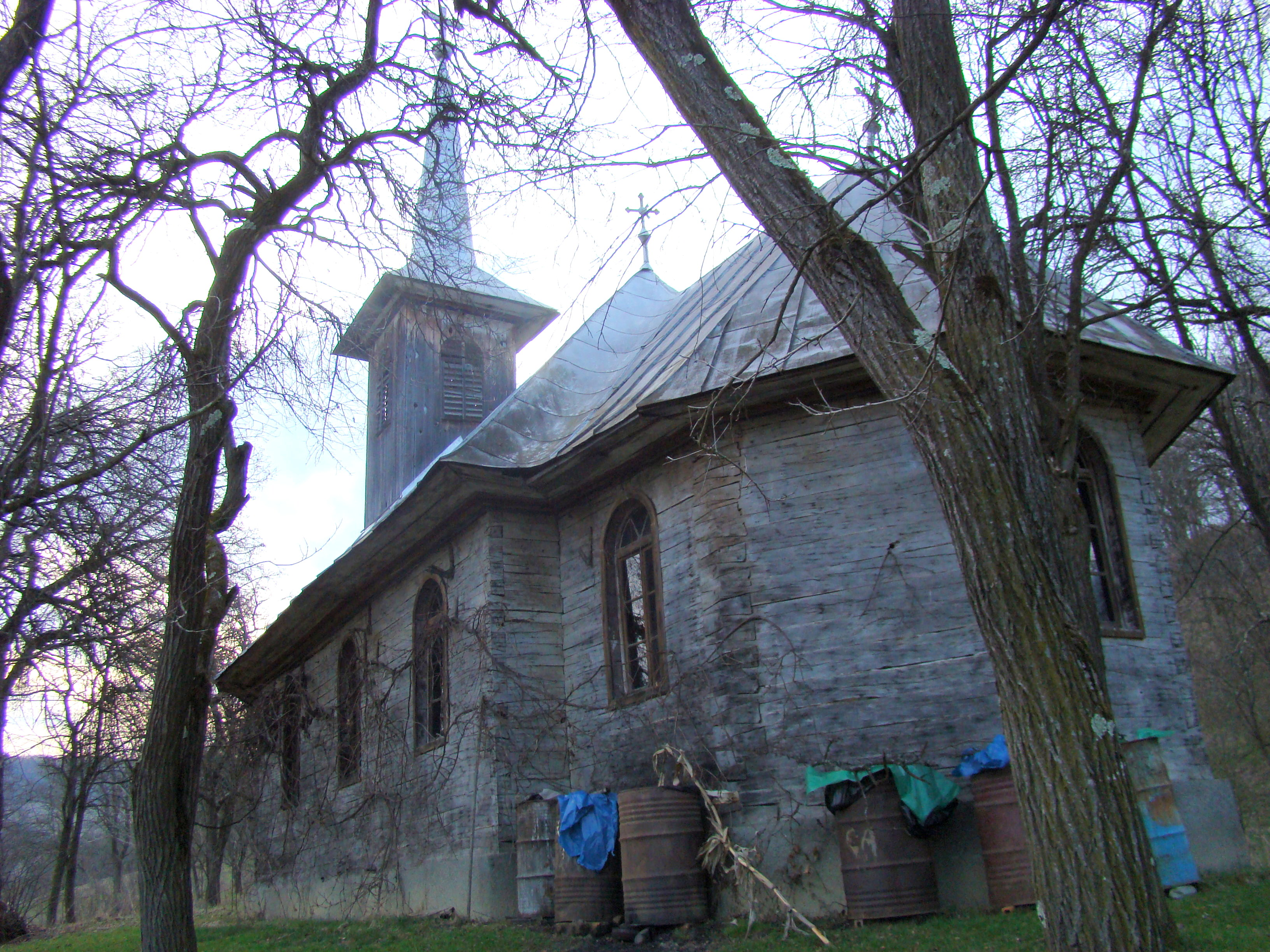
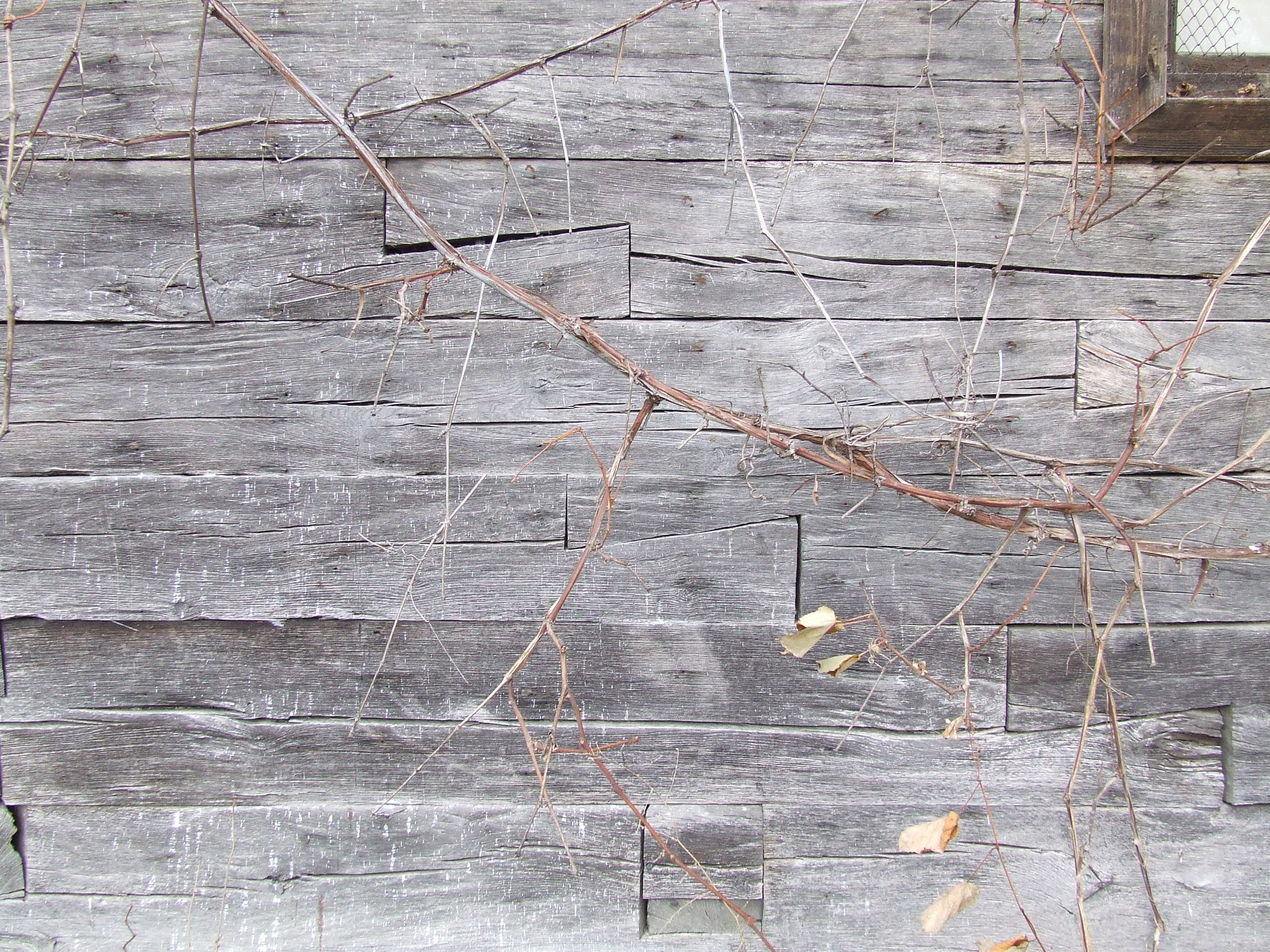
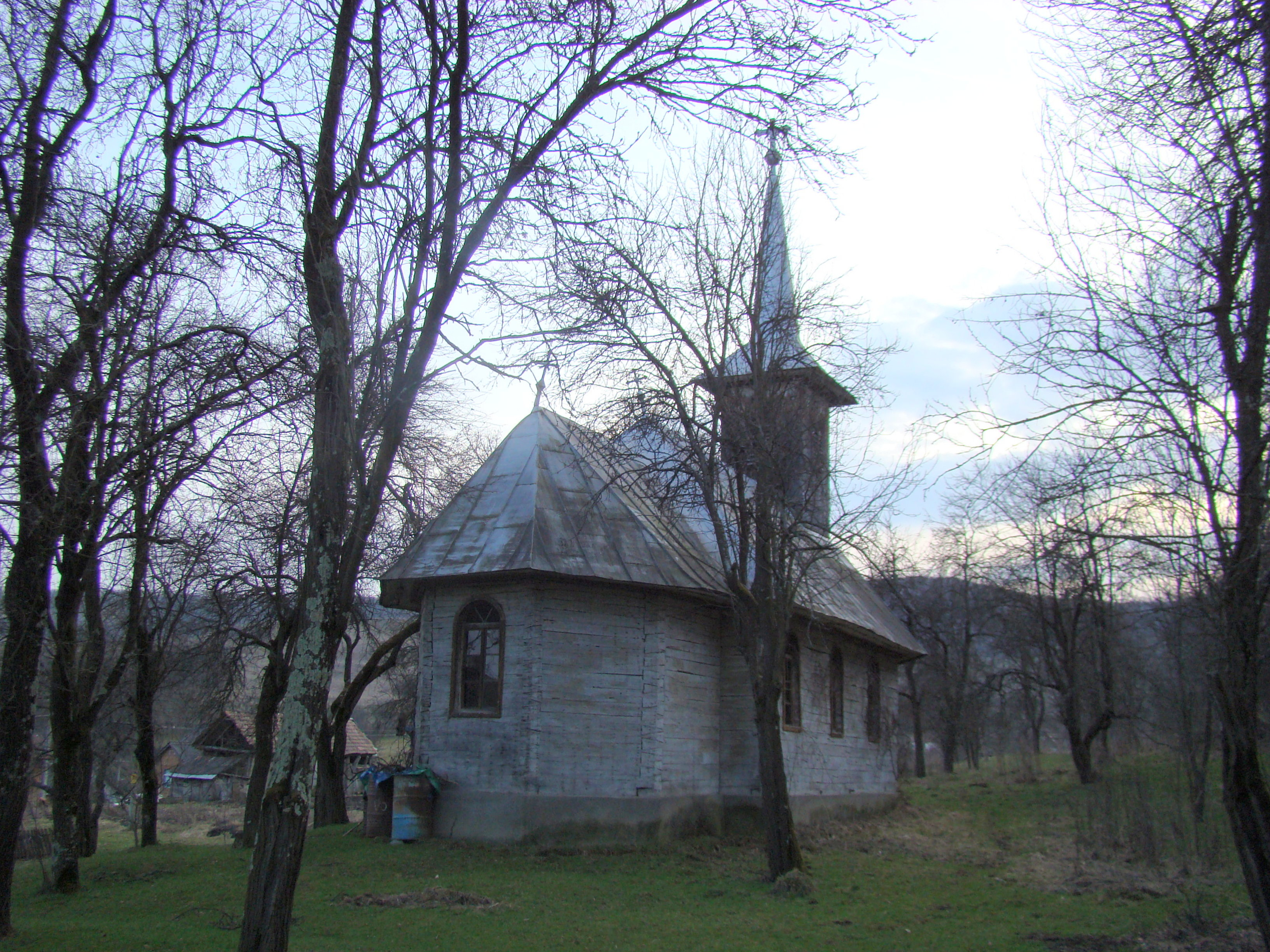
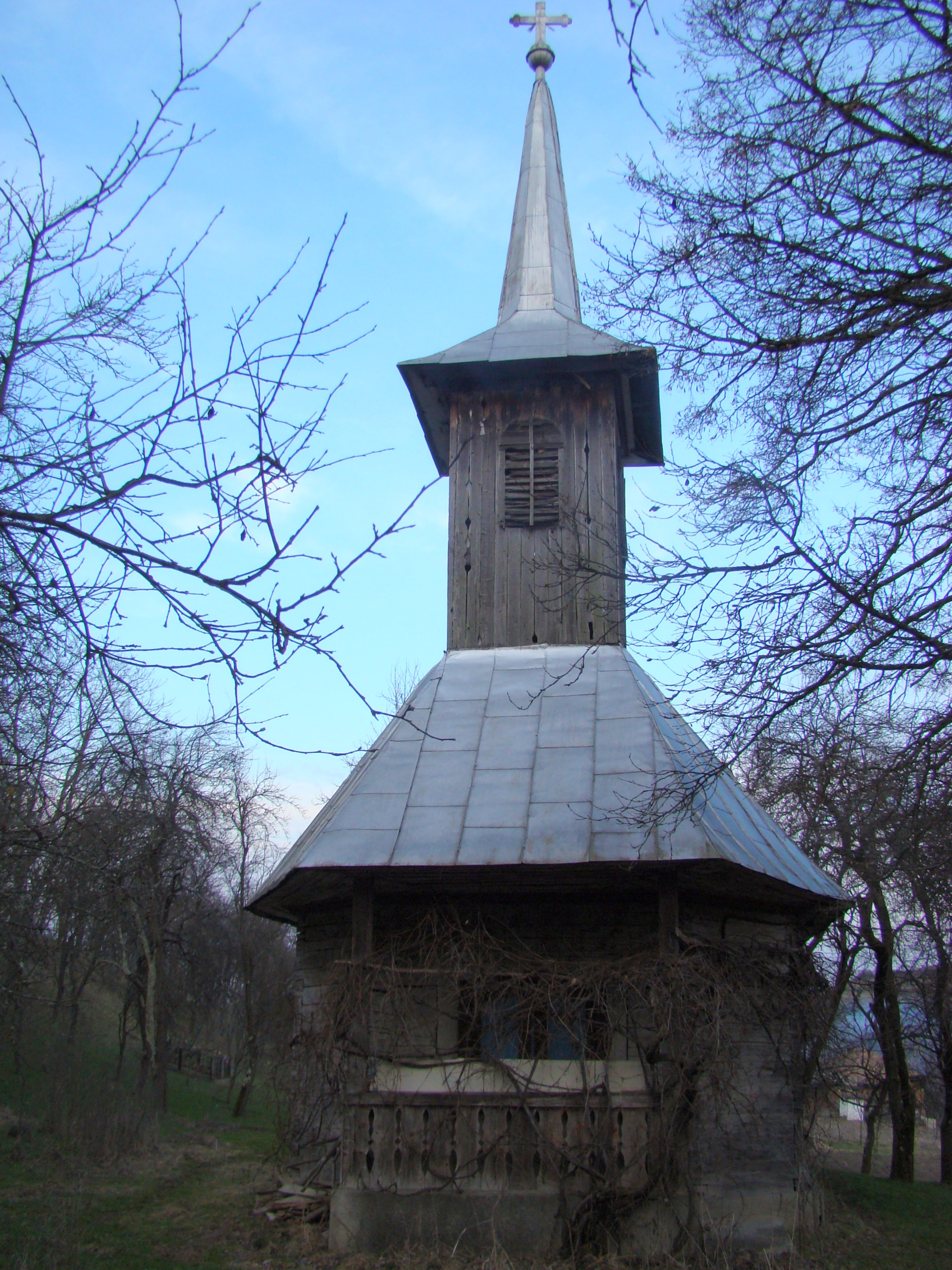
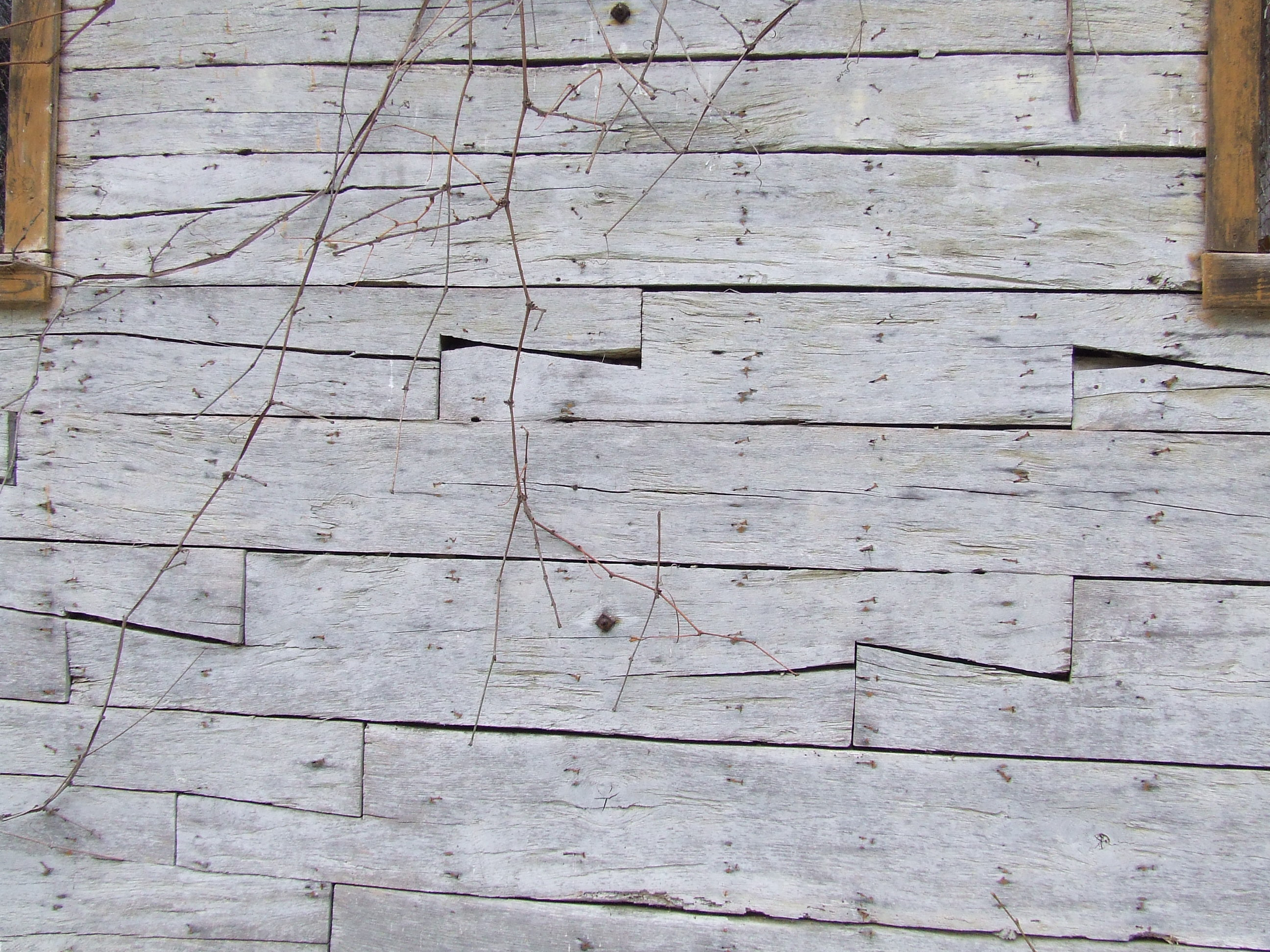
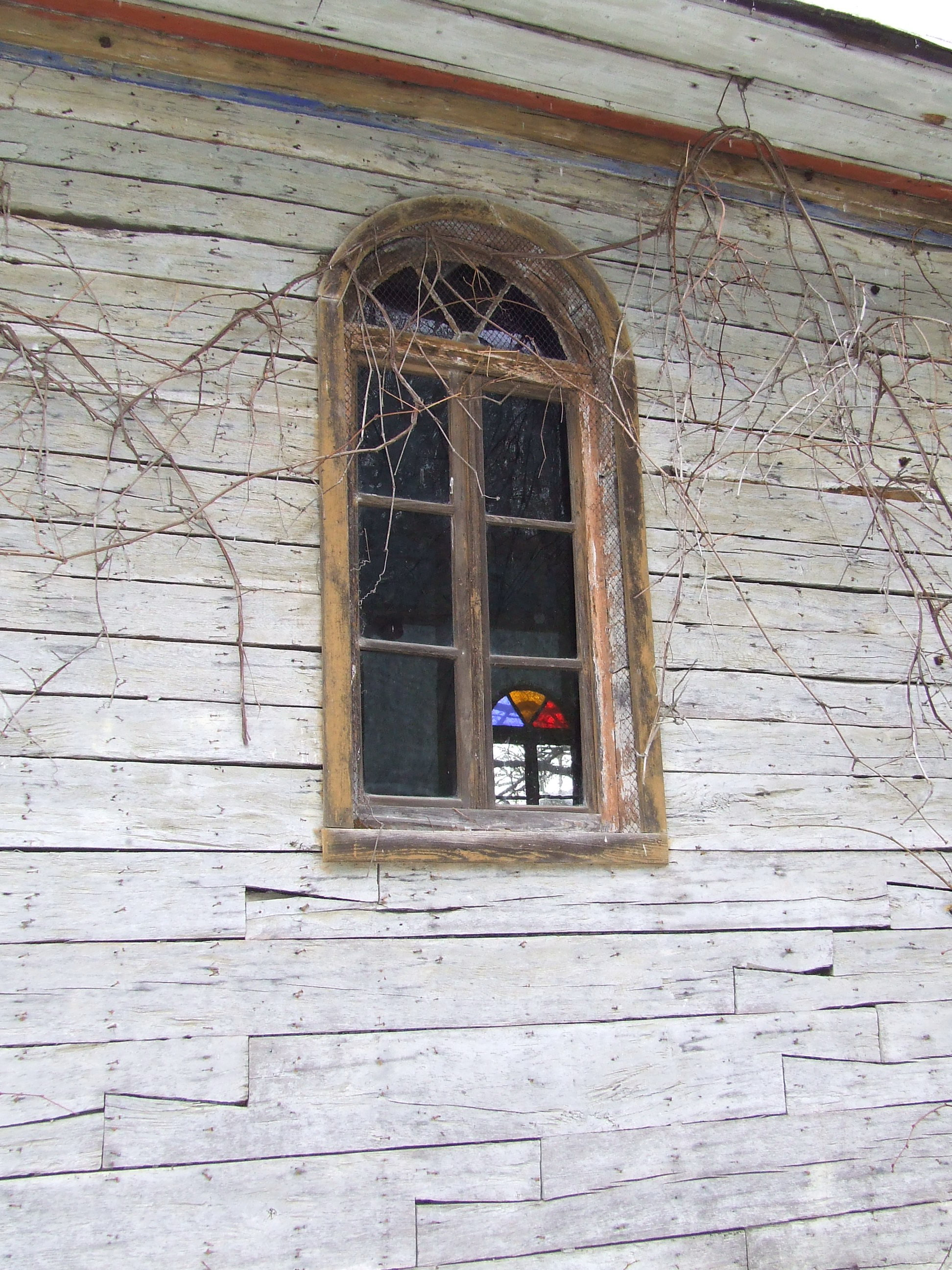
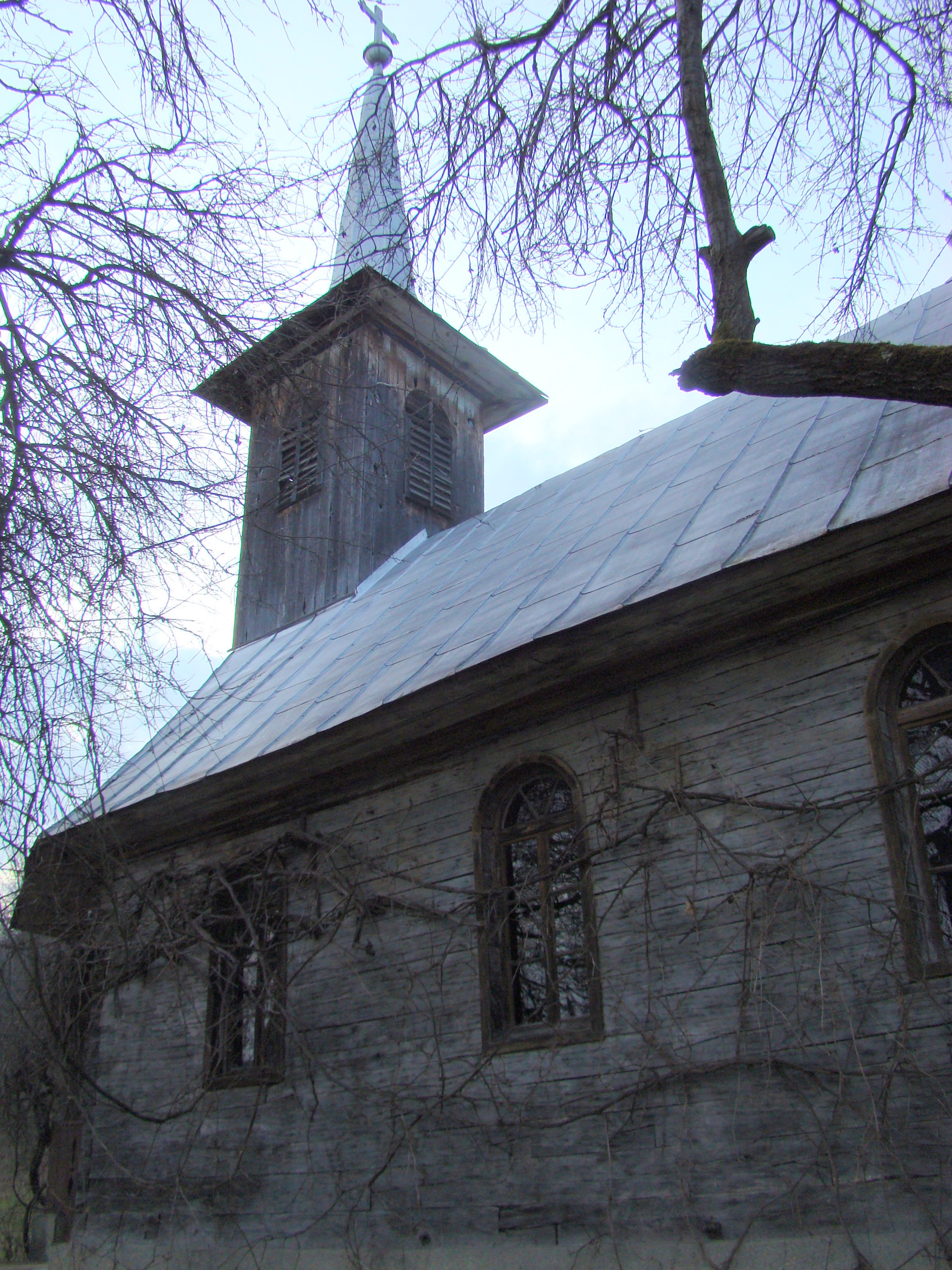
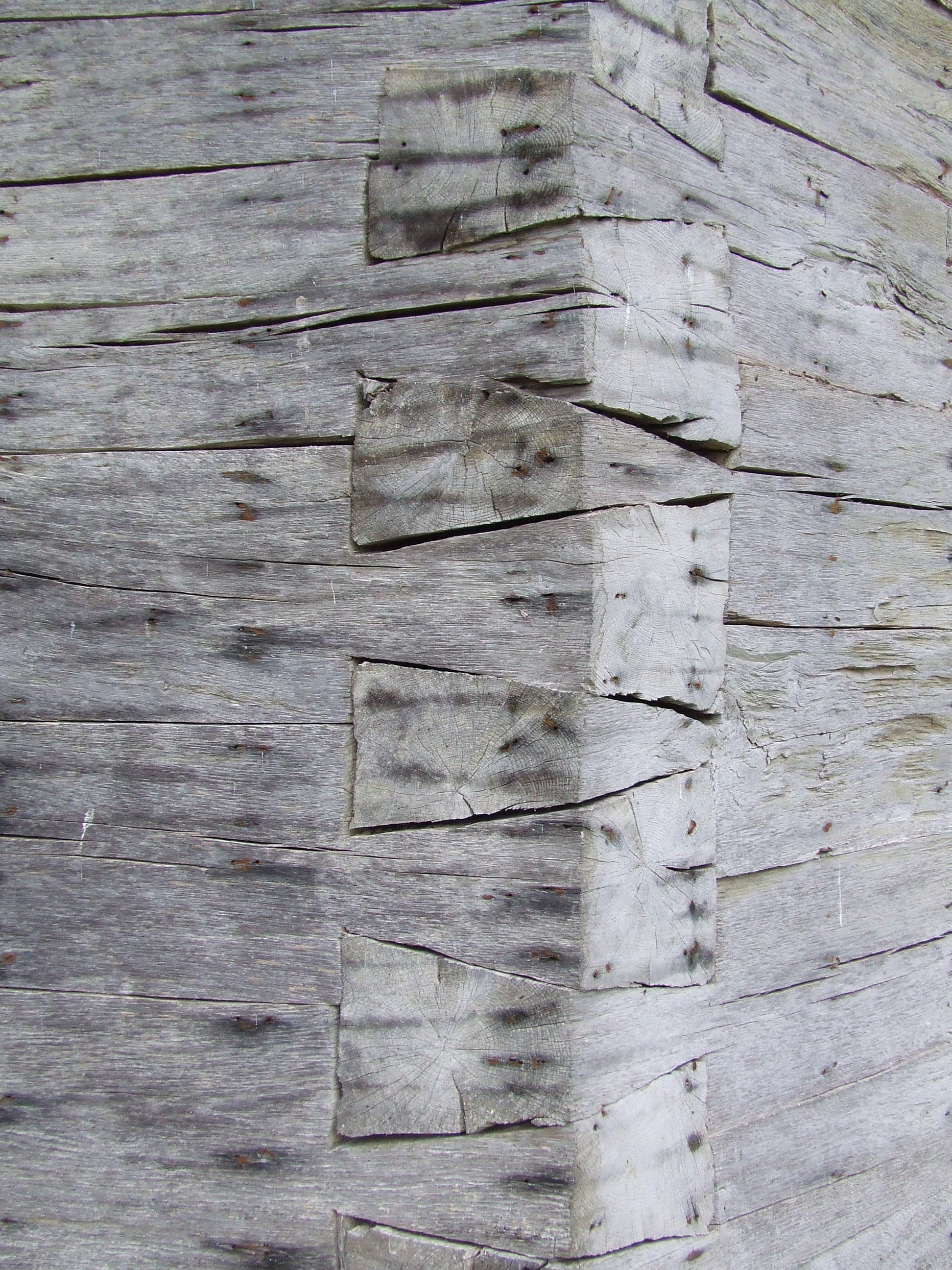
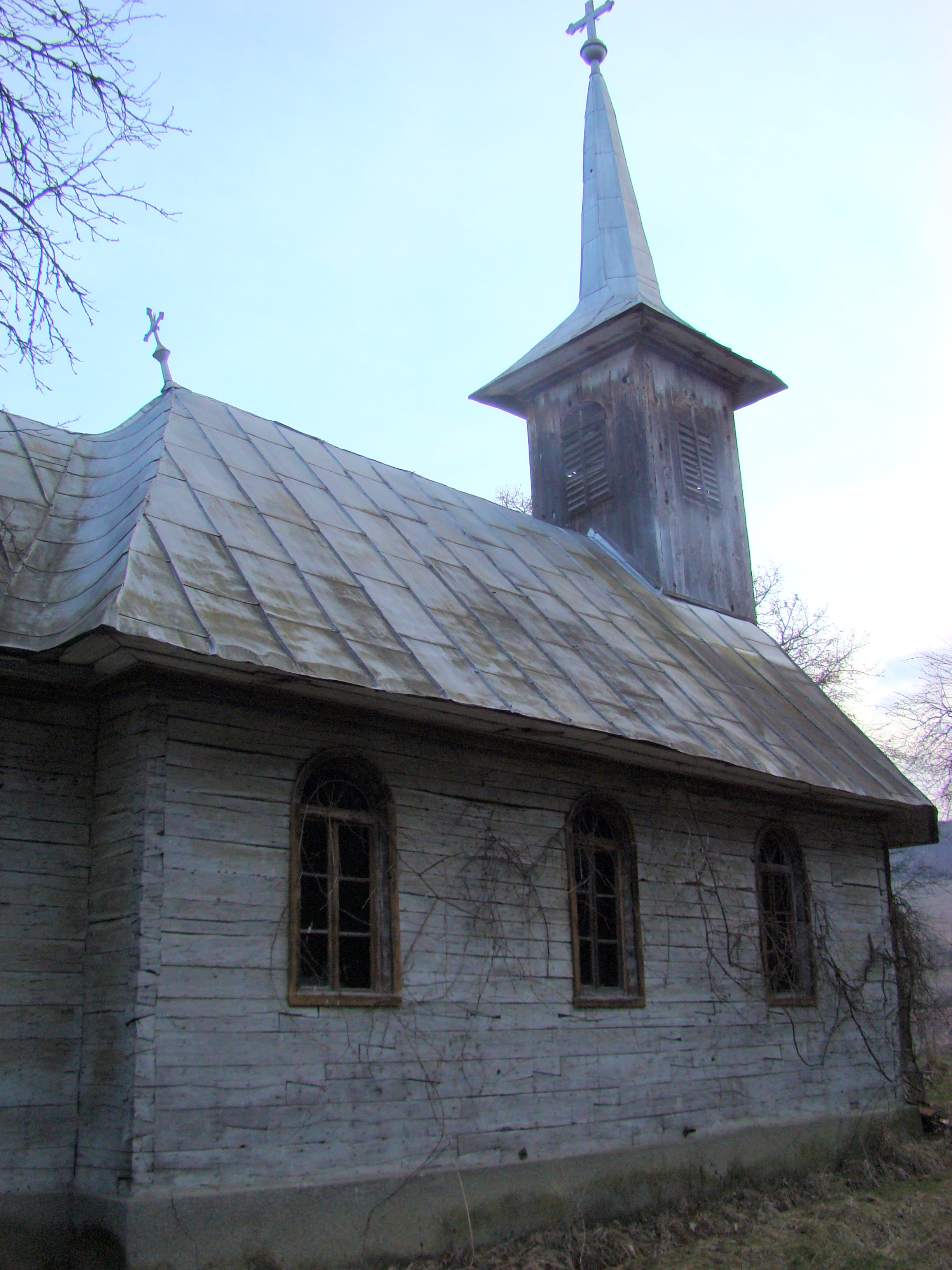
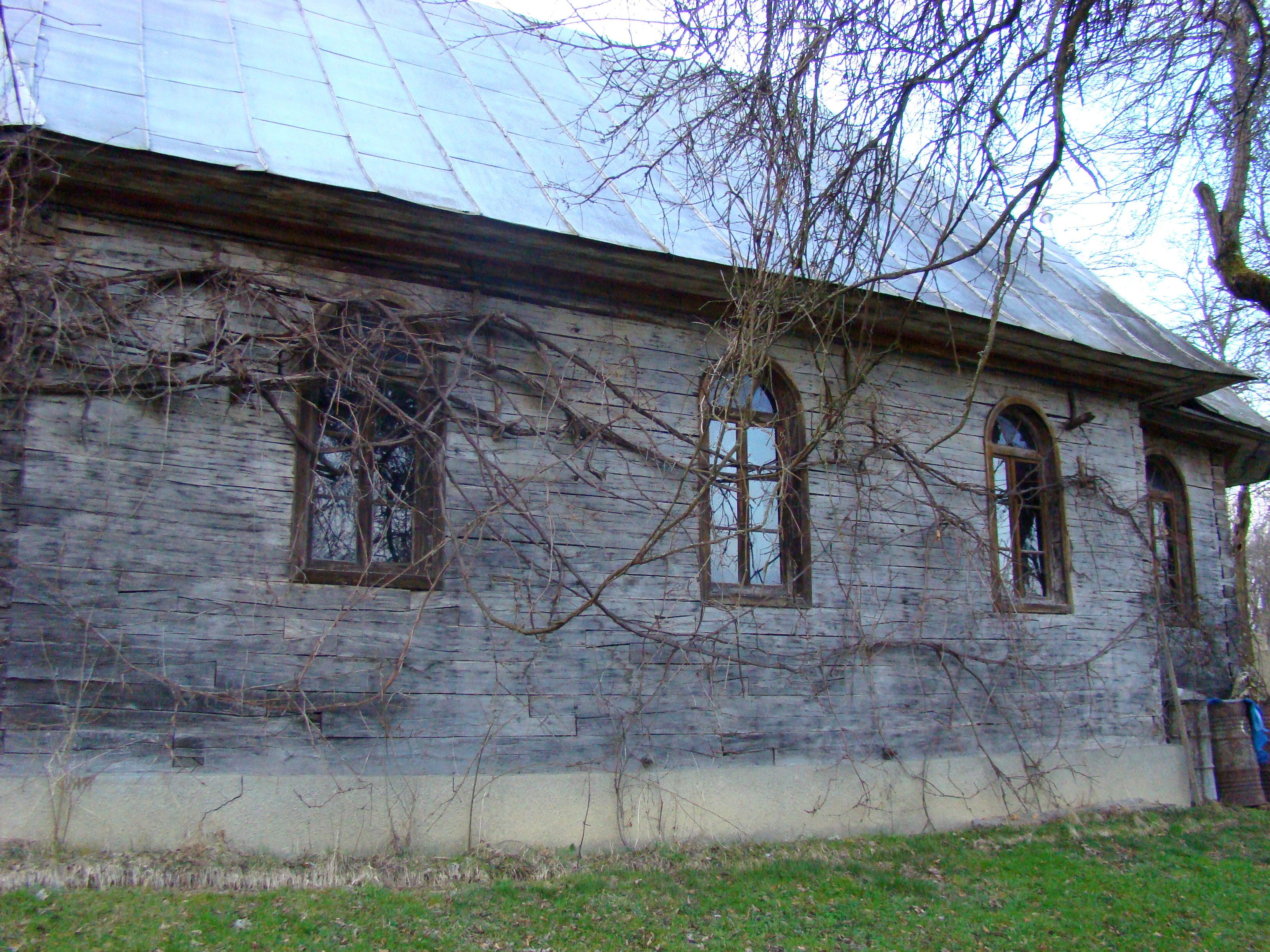
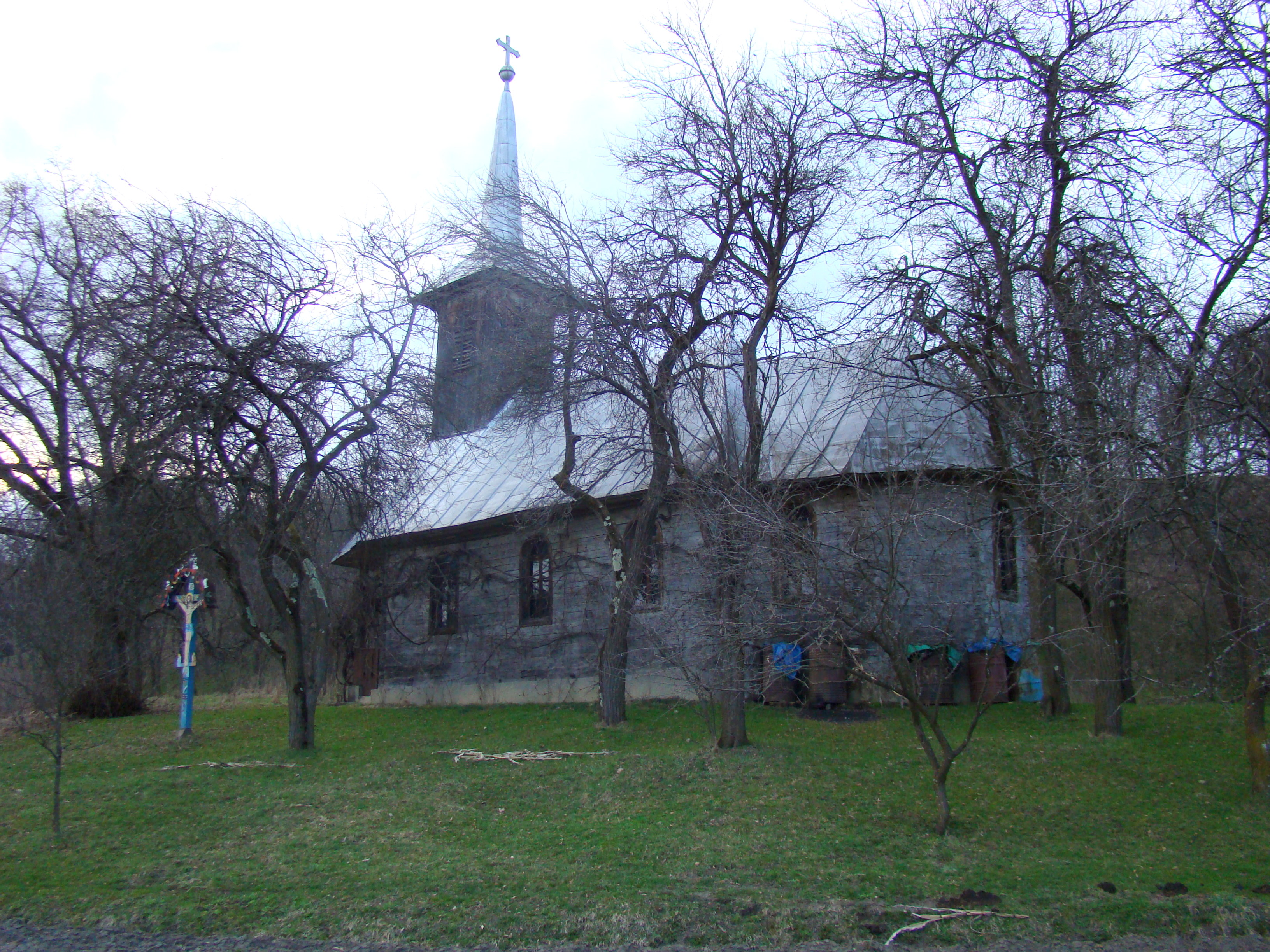
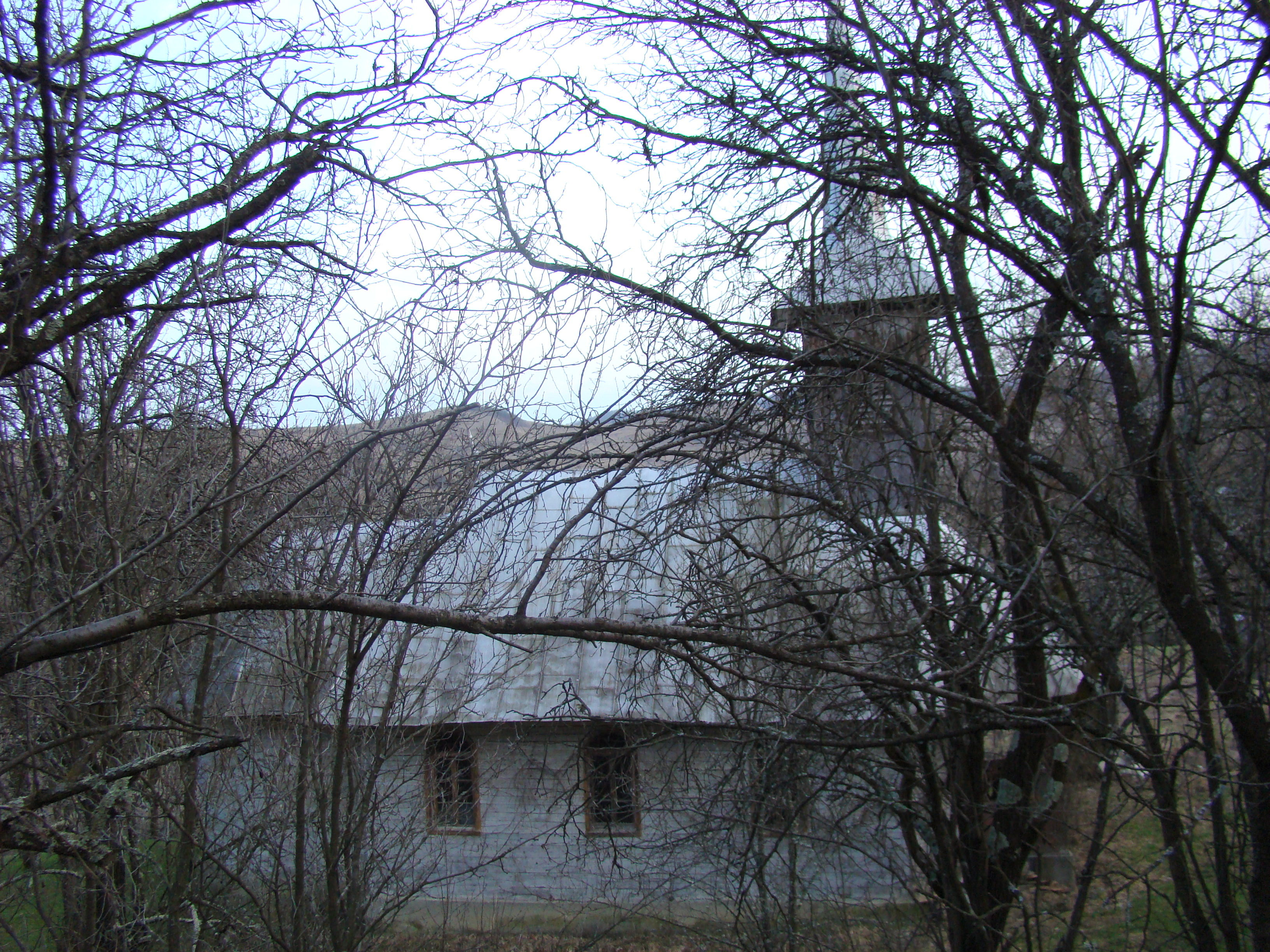
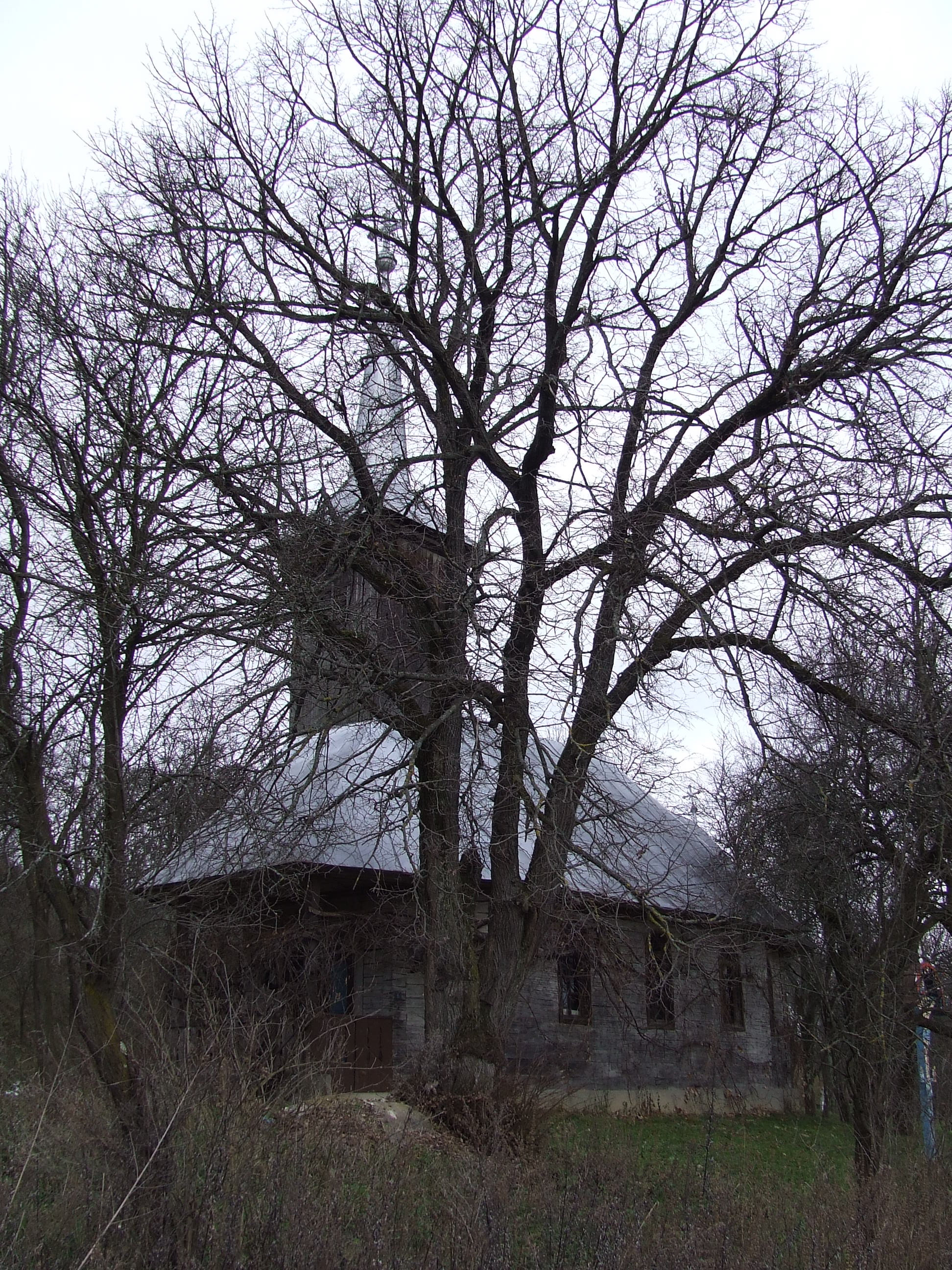
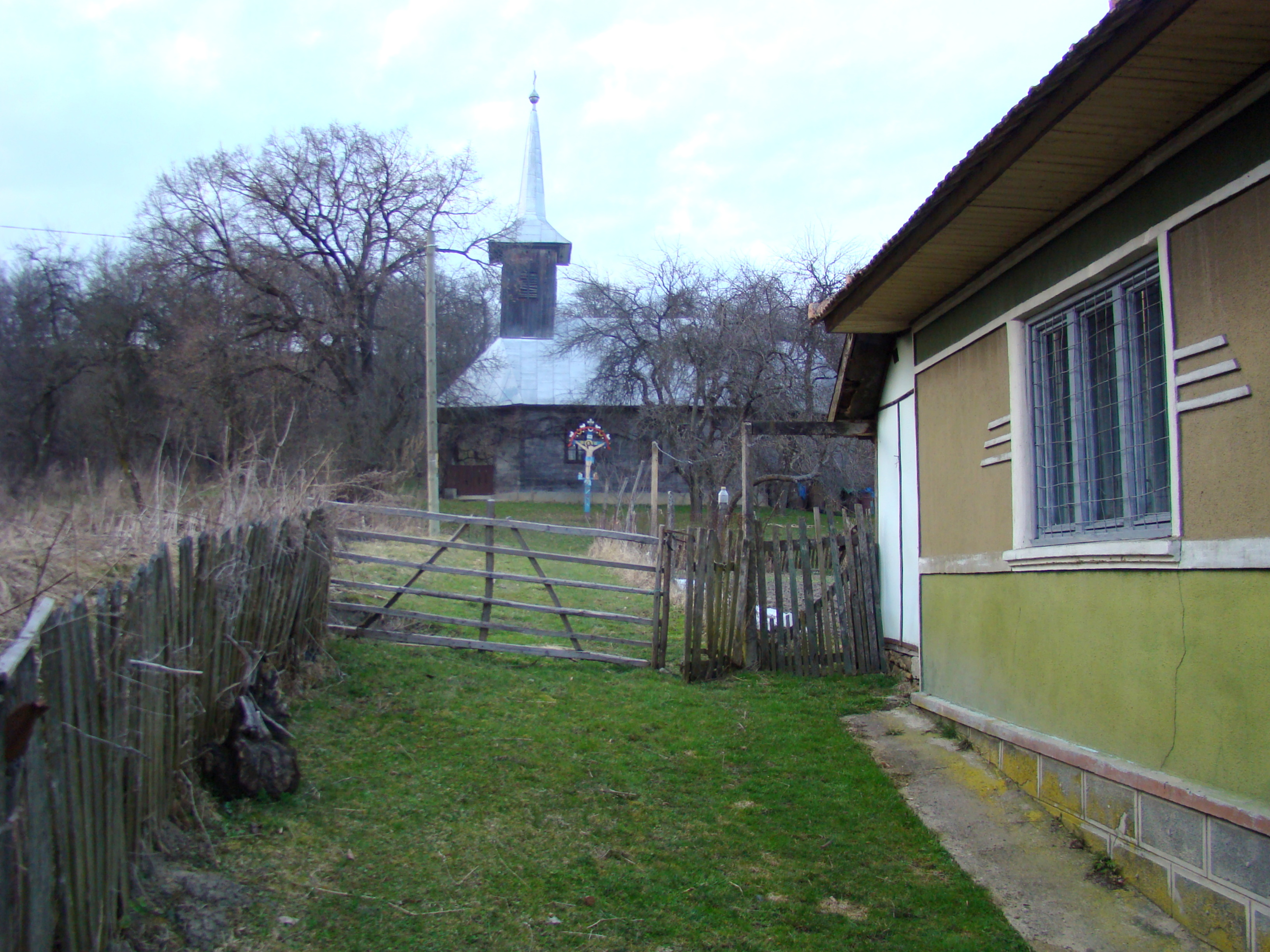